# Follett (Texas)
Follett es una ciudad ubicada en el condado de Lipscomb en el estado estadounidense de Texas. En el Censo de 2010 tenía una población de 459 habitantes y una densidad poblacional de 182,51 personas por km².

## Geografía
Follett se encuentra ubicada en las coordenadas 36°26′2″N 100°8′27″O / 36.43389, -100.14083. Según la Oficina del Censo de los Estados Unidos, Follett tiene una superficie total de 2.51 km², de la cual 2.51 km² corresponden a tierra firme y (0%) 0 km² es agua.

## Demografía
Según el censo de 2010, había 459 personas residiendo en Follett. La densidad de población era de 182,51 hab./km². De los 459 habitantes, Follett estaba compuesto por el 91.5% blancos, el 1.09% eran afroamericanos, el 0.22% eran amerindios, el 1.53% eran asiáticos, el 0% eran isleños del Pacífico, el 5.45% eran de otras razas y el 0.22% pertenecían a dos o más razas. Del total de la población el 14.81% eran hispanos o latinos de cualquier raza.